# Ordnance QF 2 lb
Ordnance Quick Firing 2 Pounder (noto anche come Ordnance QF 2 Pounder, e colloquialmente come 2 Pounder, "2 libbre") era il cannone standard della categoria del British Army allo scoppio della seconda guerra mondiale. Il nome "2 libbre" si riferiva al peso della granata sparata dal cannone, mentre il calibro era di 40 mm.

## Descrizione
La bocca da fuoco aveva un affusto inusitatamente pesante e complesso perché presentava sia un alto scudo ma soprattutto una piattaforma girevole per 360°. Questa era utile per spostare rapidamente il pezzo mirando su tutto l'orizzonte, ma d'altro canto armi più leggere - prive di piattaforma - erano quasi altrettanto mobili ma più semplici da schierare ed economiche. Vi era anche un sofisticato cannocchiale di tiro e persino una riservetta di munizioni.

Lo sviluppo avvenne a partire dal 1934 e i primi pezzi entrarono in guerra in Spagna, mentre il British Army ebbe i suoi nel 1938.
Il cannone, lungo 52 calibri, aveva un proietto molto efficace di peso pari a 1,08 kg che, con una velocità iniziale di 792 ms, poteva perforare 53 mm a 30° di impatto ed a 455 m di distanza, valore più che sufficiente per mettere KO quasi qualunque carro dell'epoca.
Gli eventi bellici dimostrarono tuttavia che il 2 libbre non era sufficiente: vennero utilizzati senza molte coperture tattiche e i serventi vennero spesso uccisi dalle mitragliatrici dei carri prima che questi giungessero a distanza utile di tiro.
I cannoni di questo tipo continuarono per i primi due anni a essere le principali armi anticarro inglesi, con una versione destinata ai carri armati. La loro efficacia in Nord Africa, buona contro le fragili corazze italiane (soprattutto a breve distanza), lo era molto meno contro i panzer, tanto che molto del lavoro anticarro venne svolto dagli obici da 87 mm 25 libbre, anch'essi con una piattaforma rotante.
L'adattatore Littlejohn consentiva di sparare munizioni perforanti decalibrate, ma senza successi sensazionali, anche perché i proiettili perforanti erano davvero troppo piccoli per distruggere i carri una volta perforati e non era possibile usare granate HE, le uniche capaci di colpire efficacemente postazioni anticarro.
Il pezzo venne sostituito dal 6 libbre sebbene l'anello di rotolamento della torretta di molti carri inglesi fosse troppo piccolo per ospitarlo. Alcuni 2 libbre vennero usati direttamente con il loro affusto su autocarri Morris CS8 come portee, specialità molto diffusa in Africa.